# Fiat Topolino
O Fiat 500, vulgarmente conhecido como Topolino, é um modelo de automóvel fabricado pela italiana Fiat de 1936 a 1955. O nome "Topolino" traduz literalmente como "ratinho" em italiano, mas é também o nome italiano para Mickey Mouse.

## História
O Topolino foi um dos menores carros do mundo no momento da sua produção. Lançado em 1937, três modelos foram produzidos até 1955, todos com alterações mecânicas e cosméticas apenas pequenas. Foi equipado com um quatro cilindros, com válvulas na lateral do bloco, com motor refrigerado a água montado na frente do eixo dianteiro, (mais tarde um motor aéreo da válvula) 569 cc e por isso foi um carro em grande escala, em vez de um Cyclecar. O radiador foi instalado a trás do motor que tornou possível um perfil mais aerodinâmico reduzido num momento em que os concorrentes tiveram, uma grade quase vertical plana. A forma da frente do carro permitiu a visibilidade para a frente excepcional.
A Suspensão traseira inicialmente utilizava molas elíptica, mas os compradores freqüentemente espremido quatro ou cinco pessoas para o nominalmente carro de dois lugares, e em modelos posteriores do chassi foi estendida na parte traseira para permitir molas mais robustos semielípticas.
Com potência de cerca de 13 cv, [4] a sua velocidade máxima era de cerca de 53 mph (85 km / h), e poderia atingir cerca de 39,2 milhas por galão de EUA (6,00 L / 100 km; 47,1 mpg imp-). O preço indicativo dado quando o carro foi planejado era de 5.000 liras. No caso de o preço no lançamento era 9.750 liras, embora a década foi um dos queda dos preços em várias partes da Europa e, posteriormente, na década de 1930 o Topolino foi vendido por cerca de 8.900 liras. Apesar de ser mais caro do que primeiro imaginou, o carro foi preços competitivos. Quase 520 mil foram vendidos.